# Нижевич, Людмила Ивановна
Людми́ла Ива́новна Ниже́вич (бел. Людміла Іванаўна Ніжэвіч, род. 3 мая 1964, Копыль, Минская область, Белорусская ССР, СССР) — белорусский государственный и политический деятель, депутат Палаты представителей Национального собрания VII созыва. В Палате представителей является председателем Постоянной комиссии по бюджету и финансам, членом Совета Палаты представителей.

## Биография
Родился 3 мая 1964 года в городе Копыле Минской области.
Имеет высшее образование, окончила Гомельский кооперативный институт Центросоюза, по специальности является экономистом.
Работала бухгалтером, заведующим сектором Копыльского райпо; экономистом, главным бухгалтером отдела культуры Копыльского райисполкома; главным контролером-ревизором контрольно-ревизионного управления Министерства финансов Республики Беларусь по Копыльскому району, заместителем начальника отдела контроля за бюджетными средствами и внебюджетными фондами контрольно-ревизионного управления Министерства финансов Республики Беларусь по Минской области; начальником отдела финансов АПК финансового управления, заместителем председателя комитета по сельскому хозяйству и продовольствию Минского облисполкома; заведующим сектором главного управления экономики и финансов Управления делами Президента Республики Беларусь; начальником главного управления экономики и финансов Министерства сельского хозяйства и продовольствия Республики Беларусь, заместителем Министра сельского хозяйства и продовольствия.
Являлась депутатом Палаты представителей Национального собрания Республики Беларусь шестого созыва, заместителем председателя Постоянной комиссии по бюджету и финансам.
6 декабря 2019 года была переизбрана депутатом Палаты представителей Национального собрания от Аграрной партии. По результатам голосования набрал в избирательном округе 26 043 голоса избирателя (56,35 % от общего количества), явка избирателей составила 73,05 %.

## Депутат Палаты представителей

### VI созыв (с 11 октября 2016 — 6 декабря 2019)
Во время функционирования Палаты представителей VI созыва являлась заместителем председателя Постоянной комиссии по бюджету и финансам.
Законопроекты:
- «О внесении изменений в некоторые законы Республики Беларусь»;
- «О внесении изменений и дополнений в Закон Республики Беларусь «О кредитных историях»;
- «Об утверждении отчета об исполнении бюджета государственного внебюджетного фонда социальной защиты населения Республики Беларусь за 2016 год»;
- «О бюджете государственного внебюджетного фонда социальной защиты населения Республики Беларусь на 2018 год»;
- «Об утверждении отчета об исполнении бюджета государственного внебюджетного фонда социальной защиты населения Республики Беларусь за 2017 год»;
- «О внесении изменений и дополнений в некоторые законы Республики Беларусь»;
- «Об изменении Закона Республики Беларусь «О мерах по предотвращению легализации доходов, полученных преступным путем, финансирования террористической деятельности и финансирования распространения оружия массового поражения»;
- «Об утверждении отчета об исполнении бюджета государственного внебюджетного фонда социальной защиты населения Республики Беларусь за 2018 год».

### VII созыв (с 6 декабря 2019)
Во время функционирования Палаты представителей VII созыва является председателем Постоянной комиссии по бюджету и финансам.
Законопроекты:
- «О бюджете государственного внебюджетного фонда социальной защиты населения Республики Беларусь на 2020 год»;
- «Об утверждении отчета об исполнении республиканского бюджета за 2019 год»;
- «О республиканском бюджете на 2021 год»;
- «Об утверждении отчета об исполнении республиканского бюджета за 2020 год»;
- «Об изменении законов по вопросам рынка ценных бумаг».

## Выборы
| Кандидат                    | Кандидат                       | Субъект выдвижения                | Голосов | %     |
| --------------------------- | ------------------------------ | --------------------------------- | ------- | ----- |
|                             | Нижевич Людмила Ивановна       | Беспартийная                      | 40 668  | 80,30 |
|                             | Василевский Вячеслав Олегович  | Либерально-демократическая партия | 2 717   | 5,40  |
|                             | Касперович Дмитрий Анатольевич | Партия БНФ                        | 2 159   | 4,30  |
| Против всех                 | Против всех                    | Против всех                       | 4 422   |       |
| Недействительных бюллетеней | Недействительных бюллетеней    | Недействительных бюллетеней       | 700     |       |
| Всего                       | Всего                          | Всего                             | 58 102  | 100   |
| Явка избирателей            | Явка избирателей               | Явка избирателей                  | 50 666  | 87,20 |

| Кандидат                    | Кандидат                    | Субъект выдвижения                | Голосов | %     |
| --------------------------- | --------------------------- | --------------------------------- | ------- | ----- |
|                             | Нижевич Людмила Ивановна    | Белорусская аграрная партия       | 46 785  | 80,43 |
|                             | Цвирко Сергей Иванович      | Коммунистическая партия Беларуси  | 4 352   | 7,48  |
|                             | Музыкин Алексей Николаевич  | Либерально-демократическая партия | 2 317   | 3,98  |
| Против всех                 | Против всех                 | Против всех                       | 4 154   |       |
| Недействительных бюллетеней | Недействительных бюллетеней | Недействительных бюллетеней       | 560     |       |
| Всего                       | Всего                       | Всего                             | 64 786  | 100   |
| Явка избирателей            | Явка избирателей            | Явка избирателей                  | 58 168  | 89,78 |

## Награды
- Награждена: грамотой Копыльского райисполкома, грамотой Минского облисполкома, Благодарностью финансового управления Минского облисполкома, Благодарностью Председателя Минского облисполкома, четыре раза награждалась Почетной грамотой Министерства сельского хозяйства и продовольствия Республики Беларусь, дважды – Благодарностью Министра сельского хозяйства и продовольствия, Почетной грамотой Совета Министров Республики Беларусь, Почетной грамотой Национального собрания Республики Беларусь, медалью «За трудовые заслуги», юбилейной медалью «100 лет органам государственного управления сельского хозяйства и продовольствия Беларуси», юбилейной медалью «30 лет вывода советских войск из Афганистана».
- Медаль «За безупречную службу» III степени (18 марта 2024 года)  — за плодотворную государственную и общественную деятельность, значительный личный вклад в развитие законодательства и парламентаризма[8].

## Семья
Замужем, имеет дочь.